# Proacidalia isshikii
Proacidalia isshikii är en fjärilsart som beskrevs av Matsumura 1928. Proacidalia isshikii ingår i släktet Proacidalia och familjen praktfjärilar. Inga underarter finns listade i Catalogue of Life.